# 临淮镇 (泗洪县)
临淮镇，是中华人民共和国江苏省宿迁市泗洪县下辖的一个乡镇级行政单位。2020年7月，撤销临淮镇、城头乡，设立新的临淮镇。以原临淮镇、城头乡的行政区域，以及陈圩林场的临淮分场、二河分场、汴河分场、陈卷村区域为临淮镇行政区域。

## 行政区划
临淮镇下辖以下地区：
临淮社区、小街社区、徐圩社区、二河村、溧河村、骈台村、胜利村和胜利村。